# Manihot maracasensis
Manihot maracasensis är en törelväxtart som beskrevs av Ernst Heinrich Georg Ule. Manihot maracasensis ingår i släktet Manihot och familjen törelväxter. Inga underarter finns listade i Catalogue of Life.